# Legio X Equestris
La Legio X Equestris (Décima legión «montada») fue una legión romana, famosa en su época y a lo largo de la historia, debido a su retrato en los Comentarios de  Julio César y el papel destacado que la Décima tuvo en sus campañas galas. El nombre Equestris no se refiere al tipo de unidad que era, pero se cree que recibió este mote después de que legionarios montados de César procedentes de la Décima sobre caballos como un truco para parlamentar con el rey germano Ariovisto en el año 58 a. C. Sus soldados fueron licenciados en el año 45 a. C. Sus restos fueron reconstituidos, lucharon por Marco Antonio y Octaviano, licenciados y más tarde unidos añadidos a la X Gemina.

## Historia

### Fundación
Existen diversas teorías sobre el origen de la Décima Legión. Según algunos, se remonta al año 90 a. C., según otros al 72 a. C. Según otros más la legión fue creada en Hispania por César en el 61 a. C. Se unió a las legiones VIII y IX reunidas por Pompeyo que en aquella época servían a las órdenes de César. Eligió el toro como emblema, debido al mes en que la Décima fue reunida.[cita requerida] Posteriores legiones reunidas por César, como la V Alaudae («Alondras»), XI, XII Victrix, XIII Gemina y XIV, todas ellas cogieron al toro como su emblema. La Décima vio su primera acción con César en el Occidente de la Península.

### Guerra de las Galias
La Décima tuvo un papel crucial en la Guerra de las Galias, luchando bajo el mando de César casi en cada batalla. 
La Décima ganó su nombre de Equestris durante la Guerra de las Galias, cuando César montó a la Décima temporalmente de manera que pudo usar sus tropas favoritas como guardaespaldas, para proteger a César en el trato del acuerdo entre él y el rey germano Ariovisto. Ariovisto, sabiendo que César no confiaba en su caballería gala, insistió en que cada uno podía ir solo a parlamentar ayudado por guardias montados. Uno de los soldados, en broma, dijo que César era mejor que su palabra: había prometido hacer de ellos guardas a pie, pero ahora ellos parecían caballeros.
La Legio X salvó el día en la batalla del Sabis en 57 a. C. Junto con la IX Hispana, la Décima derrotó a los atrebates, se trasladaron de nuevo contra los belgas en el otro lado del río y capturaron el campamento enemigo. Desde esa posición, la Décima podía ver cuán desesperada la situación era para la XII Victrix así como la VII. De manera que rápidamente cargó colina abajo, cruzaron el río y atacaron a los nervios desde atrás, atrapándolos de manera que había escasa esperanza de supervivencia.

### Fin de la legión
En el 45 a. C. la legión fue licenciada, y los veteranos obtuvieron tierras en Narbona, Galia meridional.
Durante la guerra civil que siguió al asesinato de César, la Legio X fue reconstituida por Lépido (invierno 44/43), y luchó por los triunviros hasta la batalla de Filipos final. Los veteranos obtuvieron tierras cerca de Cremona, y una inscripción dice que el nombre de la legión en aquella época era Veneria, "dedicada a Venus", la madre mítica de la gens Julia.
La Décima después siguió a Marco Antonio en Armenia, durante su campaña parta. Durante la guerra civil de Antonio, la legión luchó de parte de Marco Antonio hasta la derrota en la batalla de Accio, después de la cual la legión se pasó al ejército de Octaviano. Los veteranos se establecieron en Patras. Cuando la legión se rebeló bajo Augusto, fue dispersada, privada de su título Equestris, y, siendo poblada con soldados de otras legiones, fue rebautizada como la X Gemina.